# 7th Tour of a 7th Tour
Seventh Tour of a Seventh Tour – siódma światowa trasa koncertowa brytyjskiej formacji heavymetalowej Iron Maiden. Tournee trwało od 28 kwietnia do 12 grudnia 1988 roku i objęło 21 państw. Grupa promowała wówczas swój siódmy album studyjny Seventh Son of a Seventh Son, po raz pierwszy grając w takich krajach, jak Czechosłowacja czy Grecja. Było to ostatnie światowe tournee, w którym uczestniczył gitarzysta Adrian Smith, aż do ponownego zasilenia szeregów grupy w lutym 1999 roku. Była również pierwszą trasą, w ramach której zespół korzystał z usług Michaela Kenneya (techniczny Steve’a Harrisa) jako keyboardzisty.
60 koncertów w Ameryce Północnej odbywało się w wielkich arenach (po raz pierwszy w hali LA Forum), stadionach sportowych i na dwudziestotysięcznych amfiteatrach. Jako zespół supportujący wystąpili, zdobywający właśnie międzynarodową sławę Guns N’ Roses. W Europie Iron Maiden zagrali m.in. cykl koncertów w Wielkiej Brytanii, Niemczech, Francji, Włoszech, Holandii, Grecji, Szwajcarii, Hiszpanii, Czechosłowacji, na Węgrzech w roli gwiazdy objazdowego festiwalu „Monsters of Rock 1988”, podczas których frekwencja sięgała od 20 do ponad 100 tys. osób. Brytyjczyków poprzedzały takie tuzy, jak Kiss, David Lee Roth, Megadeth, Metallica, Anthrax, Guns N’ Roses, Trust oraz Helloween. Szacuje się, iż czternaście spektakli festiwalowych zobaczyło wówczas 750 tys. widzów.
Punktem kulminacyjnym trasy okazał się występ Iron Maiden w roli gwiazdy „Monsters of Rock” w Donington Park, 20 sierpnia 1988 roli. Zagrali wówczas dla najliczniejszego audytorium w historii imprezy, szacowanego na co najmniej 107 tys. widzów. Grupa wykorzystała podówczas najpotężniejszą aparaturę nagłaśniającą świata, generującą ponad pół miliona mocy znamionowej na kanał oraz dźwięk o natężeniu 125 dB. Do jej przewiezienia potrzebnych było szesnaście TIRów. Fakt ten doczekał się wpisu do „Księgi Rekordów Guinnessa” w 1990 r.
Na sukcesie imprezy cieniem położył się przykry wypadek, kiedy to w panującym ścisku poniosło śmierć dwóch kilkunastoletnich fanów, zaś jeden z poważnie rannych – Gary Dobson, został wybudzony z dwumiesięcznej śpiączki za pomocą muzyki Iron Maiden. Trasa brytyjska trwała do grudnia 1988 roku i objęła również szereg koncertów w zamkniętych obiektach oraz kolejny objazd Wielkiej Brytanii, podczas którego kilkanaście koncertów (z czego aż sześć w Londynie) grupy, zobaczyło ponad 120 tys. widzów.
Iron Maiden dali dwa wyprzedane występy w NEC Arena w Birmingham, które zostały w całości zarejestrowane na potrzeby opublikowania kolejnego VHS oraz albumu koncertowego, podsumowującego trasę. Pełnowymiarowa wersja audiowizualna owego zapisu została opublikowana ćwierć wieku później jako Maiden England ’88. Trasa oryginalnie zatytułowana „7th Tour of a 7th Tour”, po raz kolejny udowadniała, że formacja zasłużyła na miano „Największego Zespołu Metalowego Świata”. Po raz pierwszy w historii grupy średnia widzów zgromadzonych na każdym z koncertów, przekroczyła wartość 25 tys. Iron Maiden tym razem zagrali tylko 103 koncerty, które zobaczyło 2,8 mln osób w Ameryce Północnej oraz Europie.

## Supporty
- KISS – koncerty „Monsters of Rock”[11].
- David Lee Roth – koncerty „Monsters of Rock”[11].
- Anthrax – koncerty „Monsters of Rock”[11].
- Megadeth – USA, koncerty „Monsters of Rock”[11].
- Metallica – koncerty „Monsters of Rock”[11].
- Guns N’ Roses – koncerty w Kanadzie, USA, Donington[11].
- W.A.S.P. – koncerty „Monsters of Rock”[11].
- Helloween – koncerty „Monsters of Rock”, Skandynawia, Belgia[11].
- Killer Dwarfs – koncerty „Monsters of Rock”, ostatnie koncerty w USA, trasa po UK[11].
- Ossian – Budapeszt[11].
- Trust – koncerty „Monsters of Rock” w Paryżu[11].
- L.A. Guns – koncerty „Monsters of Rock”[11].
- Dokken – New Orleans Superdome[11].
- Lars Ulrich – gość specjalny na kilku koncertach w USA[11].
- Savatage – zastępstwo dla Killer Dwarfs w Tampie[12].
- Great White – „Monsters of Rock”[11].
- Big Bang – USA, Floryda[11].
- Hurricane – USA[11].
- Zodiac Mindwarp – Toronto CNE Stadium[11].
- Backstreet Girls – zastępstwo dla Helloween w Norwegii[11].
- Frehley’s Comet – USA od Saginaw do Nowego Orleanu[13].

## Setlista[11]
- Introdukcja: melodeklamacja do pierwszej kompozycji, na wszystkich koncertach tournée.

1. „Moonchild” (z albumu Seventh Son of a Seventh Son, 1988)
2. „The Evil That Men Do” (z albumu Seventh Son of a Seventh Son, 1988)
3. „The Prisoner” (z albumu The Number of the Beast, 1982)
4. „Infinite Dreams” (z albumu Seventh Son of a Seventh Son, 1988)
5. „The Trooper” (z albumu Piece of Mind, 1983)
6. „Can I Play with Madness” (z albumu Seventh Son of a Seventh Son, 1988)
7. „Heaven Can Wait” (z albumu Somewhere in Time, 1986)
8. „Wasted Years” (z albumu Somewhere in Time, 1986)
9. „The Clairvoyant” (z albumu Seventh Son of a Seventh Son, 1988)
10. „Seventh Son of a Seventh Son” (z albumu Seventh Son of a Seventh Son, 1988)
11. „The Number of the Beast” (z albumu The Number of the Beast, 1982)
12. „Hallowed Be Thy Name” (z albumu The Number of the Beast, 1982)
13. „Iron Maiden” (z albumu Iron Maiden, 1980)

Bisy:
1. „Run to the Hills” (z albumu The Number of the Beast, 1982)
2. „Running Free” (z albumu Iron Maiden, 1980)
3. „Sanctuary” (z albumu Iron Maiden, 1980)

Uwagi:
- „Wrathchild” (z albumu Killers, 1981), „22 Acacia Avenue” (z albumu The Number of the Beast, 1982) oraz „2 Minutes to Midnight” (z albumu Powerslave, 1984) tylko podczas wybranych koncertów[11].
- „Still Life” (z albumu Piece of Mind, 1983), „Die with Your Boots On” (z albumu Piece of Mind, 1983) i „Killers” (z albumu Killers, 1981) tylko podczas koncertów w arenach UK[11].

## Oprawa trasy
Trasa promująca album Seventh Son of a Seventh Son była największym przedsięwzięciem oraz osiągnięciem pod względem rozbudowy widowiska. Stanowiła zwieńczenie dotychczasowych pomysłów grupy na najbardziej efektowne show. Muzycy występowali na ogromnej, specjalnie skonstruowanej scenie, przypominającej kaskadowy lodowiec, otoczonej przez kilka gór lodowych, o wysokości sześciu metrów. Podest i boczne wybiegi – estakady otaczające estradę, były największymi konstrukcjami, jakie zespół kiedykolwiek zbudował. Specjalne dekoracje imitowały nacieki, sople, zaspy i figury lodowe o wysokości kilku metrów. Część scenografii została udekorowana reprodukcjami motywów z okładki albumu – pękniętymi przeręblami, uskokami, czy zamrożoną księgą. Tradycyjnie, tworzywo pokrywające deski estrady zawierało reprodukcję marznącego jeziora, widniejącego u dołu okładki albumu. Scenografia na dodatek była podświetlana oraz wykorzystywana jako swoisty ekran dla rzutników i projektorów, które umożliwiały wyświetlanie rozmaitych wizualizacji. W jej głębi znajdowała się wielka panoramiczna kurtyna z reprodukcją wizerunku niebios i lśniącego księżyca.
System oświetleniowy zakupiony na potrzeby trasy, był jednym z kilku największych na świecie. Zbudowana na planie plastra miodu konstrukcja, z ekranem umieszczonym w punkcie centralnym, mogła się obniżać i przesuwać nad estradą w różnych kierunkach. Gigantyczna rampa złożona z 300 reflektorów otaczała tył i boki sceny, zaś nad całą konstrukcją zawisła równie imponująca rampa górna, wyposażona w baterie halogenów. Wykorzystano setki reflektorów PAR 64, stroboskopy, rzutniki, ruchome głowy wielokolorowe, lasery, szperacze i inne źródła światła. Łącznie system świetlny tworzyło około 1600 lamp. Moc niezbędna do zasilenia największych koncertów trasy, pozwoliłaby na funkcjonowanie stutysięcznego miasta.
Wykorzystano również najpotężniejszą w dotychczasowej historii grupy scenografię, iskrowniki i pneumatycznie wdmuchiwane opary suchego lodu, intensywniejsze, niż kiedykolwiek wcześniej. Zespół woził ze sobą potężne nagłośnienie, które sięgało mocy 500 kW w przypadku koncertów plenerowych, zaś 220 kW dla mniejszych imprez. Estrada zazwyczaj miała 35 metrów długości, zaś w Castle Donington zbudowano największą scenę na świecie (135 metrów), zwieńczoną potężnymi telebimami i obleczoną w potężną reprodukcję awersu okładki albumu Seventh Son of a Seventh Son, rozpościerającą się po obu jej skrzydłach. Koncert ze względu na ogrom użytej aparatury PA, został wpisany do „Księgi Rekordów Guinnessa”. Iron Maiden byli pierwszymi w historii przedstawicielami heavy metalu, którzy trafili na jej łamy.
Również maskotka grupy, Eddie była najpotężniejsza i najbardziej efektowna. Widzowie mogli zobaczyć jej dwa imponujące rozmiarami wcielenia (po 10 metrów). Monstrum w trakcie prezentacji utworu tytułowego z promowanego albumu, wyłaniało się zza obrotowej makiety lodowca, jako prorok znany z wkładki do LP, zaś w kulminacyjnym momencie przedstawienia („Iron Maiden”), nad estradą górował Eddie wyjęty wprost z okładki albumu, prezentując zgromadzonej widowni swojego potomka, wszystko to odbywało się przy wtórze efektów świetlnych, stroboskopowych i kanonad pirotechniki. Na dodatek pojawiły się potężne świece z wizerunkami sakralnymi, ogromna wersja „Grim Rippera” obecnego na wielu okładkach płyt i singli, czy też unoszone w powietrzu, imponujących rozmiarów lodowe organy, z Michaelem Kenneyem ukrytym za ich pulpitem.
Bruce Dickinson wymachiwał w kierunku widzów brytyjską flagą w trakcie „The Trooper”, zapraszał na scenę członków obsługi technicznej podczas „Heaven Can Wait”, co w kontekście przebiegu kolejnych tras stało się stałym punktem programu. Choć przedstawienie imponowało rozmachem, to wielu krytyków muzycznych zarzuciło wówczas grupie, przekraczanie wszelkich granic estradowego kiczu, znanego z prześmiewczego filmu quasi-dokumentalnego „Oto Spinal Tap”. Mówiono o gigantomanii, efekciarstwie i prezentowaniu „fajerwerków zamiast muzyki”. Opinie te głęboko dotknęły muzyków, kolejna trasa była zatem powrotem do podstaw. Ostatecznie jednak tournée z 1988 roku zostało zapamiętane, jako jedna z najlepszych i najbardziej widowiskowych eskapad koncertowych zespołu metalowego. Stała się również inspiracją dla trzeciej odsłony cyklu tras retrospektywnych zespołu, przypadającej na lata 2012–2014 vide: „Maiden England World Tour”.

## Daty trasy[16]
UWAGA! w wyniku aktualizacji danych, nazwy obiektów nie muszą się pokrywać ze stanem pierwotnym, znanym z materiałów prasowych grupy.
| Data                | Miasto                        | Kraj              | Obiekt                           |
| Europa              | Europa                        | Europa            | Europa                           |
| ------------------- | ----------------------------- | ----------------- | -------------------------------- |
| 28 kwietnia 1988    | Kolonia                       | Niemcy            | Empire Club (Promo)              |
| 29 kwietnia 1988    | Kolonia                       | Niemcy            | Empire Club (Promo)              |
| Ameryka Północna    |                               |                   |                                  |
| 8 maja 1988         | Nowy Jork                     | Stany Zjednoczone | L’Amour Club (Promo)             |
| 13 maja 1988        | Moncton, Nowy Brunszwik       | Kanada            | Moncton Coliseum                 |
| 14 maja 1988        | Halifax, Nowa Szkocja         | Kanada            | Halifax Centrum                  |
| 16 maja 1988        | Quebec, Quebec                | Kanada            | Colisée de Québec                |
| 17 maja 1988        | Montreal, Quebec              | Kanada            | Montreal Forum                   |
| 18 maja 1988        | Ottawa, Ontario               | Kanada            | Ottawa Coliseum                  |
| 20 maja 1988        | Toronto, Ontario              | Kanada            | CNE Stadium                      |
| 23 maja 1988        | Winnipeg, Manitoba            | Kanada            | Winnipeg Arena                   |
| 25 maja 1988        | Edmonton, Alberta             | Kanada            | Northlands Coliseum              |
| 27 maja 1988        | Calgary, Alberta              | Kanada            | Olympic Stadium                  |
| 30 maja 1988        | Vancouver, Kolumbia Brytyjska | Kanada            | Pacific Coliseum                 |
| 31 maja 1988        | Spokane, Waszyngton           | Stany Zjednoczone | Spokane Coliseum                 |
| 1 czerwca 1988      | Seattle, Waszyngton           | Stany Zjednoczone | Seattle Arena                    |
| 3 czerwca 1988      | Salt Lake City, Utah          | Stany Zjednoczone | Salt Palace                      |
| 5 czerwca 1988      | Mountain View, Kalifornia     | Stany Zjednoczone | Center Park                      |
| 6 czerwca 1988      | Sacramento, Kalifornia        | Stany Zjednoczone | Cal Expo Amphitheatre            |
| 8 czerwca 1988      | Irvine, Kalifornia            | Stany Zjednoczone | Irvine Meadows Amphitheatre      |
| 9 czerwca 1988      | Irvine, Kalifornia            | Stany Zjednoczone | Irvine Meadows Amphitheatre      |
| 10 czerwca 1988     | San Diego, Kalifornia         | Stany Zjednoczone | Sports Arena                     |
| 12 czerwca 1988     | Inglewood, Kalifornia         | Stany Zjednoczone | Kia Forum Arena                  |
| 13 czerwca 1988     | Phoenix, Arizona              | Stany Zjednoczone | Compton Terrace                  |
| 14 czerwca 1988     | Albuquerque, Nowy Meksyk      | Stany Zjednoczone | Tingley Coliseum                 |
| 15 czerwca 1988     | Denver, Kolorado              | Stany Zjednoczone | McNichols Sports Arena           |
| 17 czerwca 1988     | St. Louis, Missouri           | Stany Zjednoczone | Kiel Auditorium                  |
| 18 czerwca 1988     | Kansas City, Missouri         | Stany Zjednoczone | Kemper Arena                     |
| 19 czerwca 1988     | Omaha, Nebraska               | Stany Zjednoczone | Omaha Center                     |
| 21 czerwca 1988     | Bloomington, Minnesota        | Stany Zjednoczone | Met Center                       |
| 22 czerwca 1988     | Cedar Rapids, Iowa            | Stany Zjednoczone | Iowa Park                        |
| 23 czerwca 1988     | Rosemont, Illinois            | Stany Zjednoczone | Rosemont Horizon                 |
| 25 czerwca 1988     | East Troy, Wisconsin          | Stany Zjednoczone | Alpine Valley Park               |
| 27 czerwca 1988     | Indianapolis, Indiana         | Stany Zjednoczone | Market Square Arena              |
| 28 czerwca 1988     | Columbus, Ohio                | Stany Zjednoczone | Columbus Center                  |
| 29 czerwca 1988     | Cincinnati, Ohio              | Stany Zjednoczone | Cincinnati Gardens               |
| 1 lipca 1988        | Saginaw, Michigan             | Stany Zjednoczone | DTE Music Park                   |
| 2 lipca 1988        | Detroit, Michigan             | Stany Zjednoczone | Joe Louis Arena                  |
| 3 lipca 1988        | Richfield, Ohio               | Stany Zjednoczone | Richfield Stadium                |
| 5 lipca 1988        | Pittsburgh, Pensylwania       | Stany Zjednoczone | Pittsburgh Arena                 |
| 6 lipca 1988        | Poughkeepsie, Nowy Jork       | Stany Zjednoczone | Mid-Hudson Center                |
| 8 lipca 1988        | East Rutherford, New Jersey   | Stany Zjednoczone | Brendan Byrne Arena              |
| 9 lipca 1988        | East Rutherford, New Jersey   | Stany Zjednoczone | Brendan Byrne Arena              |
| 13 lipca 1988       | New Haven, Connecticut        | Stany Zjednoczone | New Haven Coliseum               |
| 15 lipca 1988       | Uniondale, Nowy Jork          | Stany Zjednoczone | Nassau Veterans Coliseum         |
| 16 lipca 1988       | Troy, Nowy Jork               | Stany Zjednoczone | Center Arena                     |
| 17 lipca 1988       | Worcester, Massachusetts      | Stany Zjednoczone | Sport Centrum                    |
| 19 lipca 1988       | Portland, Maine               | Stany Zjednoczone | Maine Auditorium                 |
| 20 lipca 1988       | Providence, Rhode Island      | Stany Zjednoczone | RI Park                          |
| 22 lipca 1988       | Filadelfia, Pensylwania       | Stany Zjednoczone | Spectrum Arena                   |
| 23 lipca 1988       | Filadelfia, Pensylwania       | Stany Zjednoczone | Spectrum Arena                   |
| 27 lipca 1988       | Atlanta, Georgia              | Stany Zjednoczone | Omni Center                      |
| 29 lipca 1988       | Fort Worth, Teksas            | Stany Zjednoczone | Tarrant Center                   |
| 30 lipca 1988       | Austin, Teksas                | Stany Zjednoczone | Austin Park                      |
| 31 lipca 1988       | Houston, Teksas               | Stany Zjednoczone | Houston Amphitheater             |
| 2 sierpnia 1988     | Nowy Orlean, Luizjana         | Stany Zjednoczone | New Orleans Dome                 |
| 4 sierpnia 1988     | Daytona Beach, Floryda        | Stany Zjednoczone | Ocean Center                     |
| 5 sierpnia 1988     | Pembroke Pines, Floryda       | Stany Zjednoczone | Sport Center                     |
| 6 sierpnia 1988     | Tampa, Floryda                | Stany Zjednoczone | USF Sun Dome                     |
| 7 sierpnia 1988     | Landover, Maryland            | Stany Zjednoczone | Capital Centre                   |
| 8 sierpnia 1988     | Columbia, Karolina Południowa | Stany Zjednoczone | Carolina Rugby Park              |
| 9 sierpnia 1988     | Charlotte, Karolina Północna  | Stany Zjednoczone | Charlotte Sport Center           |
| 10 sierpnia 1988    | Hampton, Wirginia             | Stany Zjednoczone | Hampton Auditorium               |
| Europa              |                               |                   |                                  |
| 17 sierpnia 1988    | Londyn                        | Anglia            | Queen Mary College (Secret Show) |
| 20 sierpnia 1988    | Castle Donington              | Anglia            | Donington Park                   |
| 25 sierpnia 1988    | Praga                         | Czechosłowacja    | Stadion Strahov                  |
| 27 sierpnia 1988    | Schweinfurt                   | Niemcy            | Maimarkt-Gelände                 |
| 28 sierpnia 1988    | Bochum                        | Niemcy            | Ruhrland Stadion                 |
| 31 sierpnia 1988    | Budapeszt                     | Węgry             | Hidegkuti Nándor Stadium         |
| 2 września 1988     | Innsbruck                     | Austria           | Olympia World                    |
| 4 września 1988     | Tilburg                       | Holandia          | Koning Willem II Stadion         |
| 8 września 1988     | Lozanna                       | Szwajcaria        | Park de Beaulieu                 |
| 10 września 1988    | Modena                        | Włochy            | Festa de l’Unità                 |
| 13 września 1988    | Ateny                         | Grecja            | AEK Stadium                      |
| 17 września 1988    | Pampeluna                     | Hiszpania         | Plaza de toros                   |
| 18 września 1988    | Madryt                        | Hiszpania         | Casa de Campo Park               |
| 20 września 1988    | Cascais                       | Portugalia        | Pavilhão de Cascais              |
| 22 września 1988    | Barcelona                     | Hiszpania         | Plaza de toros                   |
| 24 września 1988    | Paryż                         | Francja           | Bercy Arena                      |
| 25 września 1988    | Paryż                         | Francja           | Bercy Arena                      |
| 26 września 1988    | Bruksela                      | Belgia            | Forest National                  |
| 28 września 1988    | Kopenhaga                     | Dania             | K.B. Hallen                      |
| 30 września 1988    | Sztokholm                     | Szwecja           | Isstadion                        |
| 1 października 1988 | Göteborg                      | Szwecja           | Scandinavium                     |
| 3 października 1988 | Helsinki                      | Finlandia         | Helsinki Ice Hall                |
| 5 października 1988 | Drammen                       | Norwegia          | Drammenshallen                   |
| Europa – UK         |                               |                   |                                  |
| 18 listopada 1988   | Newport                       | Walia             | Newport Centre                   |
| 20 listopada 1988   | Edynburg                      | Szkocja           | Edinburgh Playhouse              |
| 21 listopada 1988   | Edynburg                      | Szkocja           | Edinburgh Playhouse              |
| 22 listopada 1988   | Edynburg                      | Szkocja           | Edinburgh Playhouse              |
| 24 listopada 1988   | Whitley Bay                   | Anglia            | Ice Rink                         |
| 25 listopada 1988   | Whitley Bay                   | Anglia            | Ice Rink                         |
| 27 listopada 1988   | Birmingham                    | Anglia            | NEC Arena                        |
| 28 listopada 1988   | Birmingham                    | Anglia            | NEC Arena                        |
| 30 listopada 1988   | Manchester                    | Anglia            | Manchester Apollo                |
| 1 grudnia 1988      | Manchester                    | Anglia            | Manchester Apollo                |
| 4 grudnia 1988      | Sheffield                     | Anglia            | Sheffield City Hall              |
| 6 grudnia 1988      | Londyn                        | Anglia            | Hammersmith Odeon                |
| 7 grudnia 1988      | Londyn                        | Anglia            | Hammersmith Odeon                |
| 9 grudnia 1988      | Londyn                        | Anglia            | Wembley Arena                    |
| 10 grudnia 1988     | Londyn                        | Anglia            | Wembley Arena                    |
| 11 grudnia 1988     | Londyn                        | Anglia            | Wembley Arena                    |
| 12 grudnia 1988     | Londyn                        | Anglia            | Hammersmith Odeon                |